# ポエマー
ポエマーは、人間の性格を表す言葉。

## 概要
ポエマーとされるような人というのは、見ていて恥ずかしくなるような詩的な表現を頻繁に使用しているような性格のことをいう。ポエマーを英語で表記すればpoemerとなる、なお詩人というのは英語ではpoetと表記するため異なっている。和製英語ということになる。
詩人でもある黒川隆介は、ポエマーとは中二病のような意味で用いられているとする。それは世の中というのは詩を書いているということを言いにくい世の中になっているからだろうとする。痛い人みたいに見られるため。ポエムという言葉自体がネガティブな意味を持つようになっている印象もあるとする。友人が黒川を紹介する場合にポエマーと紹介することもあり、この場合に黒川は複雑な心境になっている。
1996年2月1日に放送されたTK_MUSIC_CLAMPにはYUKIが出演しており、そこで自身は小学校時代はポエマーであったと語る。いじめられていたからポエマーとなれば、もっといじめられるようになったと語る。
2006年の2ちゃんねるでは、姉の詩集を見つけたという人が、姉に無断でそれに書かれている詩を投稿していた。その投稿された詩はインターネットでは大きな話題となり、支持が集まり書籍化されるまでとなった。その詩を書いていた姉はポエマー姉と呼ばれていた。
2010年代の30代のジャニーズのファンにはポエマーとされる人が多かった。それはこのような人は若い頃にはテレビ半分雑誌半分で育ち、MyojoやWiNK UPなどの雑誌を読んでいたためであった。Myojoには読者が投稿するポエムのコーナーがあり、それに掲載されているのは極上の作品となるようなものばかりであったため。
小泉進次郎というのは日本国民から絶大な人気を集めている一方で、ポエマーともされている。ポエマーとされるようになったきっかけというのは、2019年9月17日の記者会見で記者から小泉に放射能の最終処分場の検討が進んでいないことについての質問をされた際に、小泉はあまりにも意味不明で的外れであったためにポエムや中身が無いと批判されるほどであったためである。
豆柴の大群のメンバーであるアイカは、豆柴の大群のポエマーとされる。ラジオ番組ではその日のテーマに沿ったポエムを発表するということをしていた。
2023年に岡田結実は芸歴23年で初のエッセイの書籍を出版する。岡田は自分の感情をメモをすることで自分の成長や変わっていない部分を実感できるため、スマートフォンなどで残せる形で残していた。このため周りからはポエマーと呼ばれて恥ずかしいと思っていたものの、そのようなポエマーがいつかは本を出せるようになることは夢があると思っていた。
『あなたを奪ったその日から』では、大森南朋はポエマーな人物の役を務めていた。